# David Graeber
David Graeber, ameriški antropolog, anarhistični aktivist in pisec, * 12. februar 1961, New York, Združene države Amerike, † 2. september 2020, Benetke, Italija.
Znan je po svojih knjigah: Dolg: Prvih 5000 let (2011), Utopija pravil (2015) in Bullshit Jobs – A Theory (2018). Bil je profesor antropologije na Londonski šoli za ekonomijo.
Kot pomočnik in kasneje izredni profesor antropologije na univerzi Yale od leta 1998 do 2007 se je Graeber specializiral za teorije vrednosti in socialno teorijo. Odločitev Yalea, da ga ne bodo ponovno zaposlili, ko bi sicer postal upravičen do mandata, je sprožila veliko akademsko nestrinjanje. Od leta 2007 do 2013 je postal bralec socialne antropologije na londonski univerzi Goldsmiths.
Njegov aktivizem je vključeval proteste proti 3. vrhu Amerike v Quebecu leta 2001 in proti Svetovnemu gospodarskemu forumu leta 2002 v New Yorku. Graeber je bil vodilna oseba v gibanju Occupy Wall Street. Zaslužen je za skovanje slogana »We are the 99%«, čeprav je sprejel zasluge le za opis »99%« in dejal, da so ga drugi razširili v slogan.

## Zgodnje življenje in izobrazba
Graeberjeva starša, ki sta bila ob njegovem rojstvu v štiridesetih letih, sta bila samoučena delavska intelektualca v New Yorku. Po religiji sta bila Juda. Graeberjeva mati Ruth Rubinstein je delala v blagovni trgovini in igrala glavno vlogo v reviji glasbene komedije Pins & Needles iz leta 1930, ki jo je pripravila Mednarodna zveza ženskih oblačil. Graeberjev oče Kenneth, ki je bil na fakulteti povezan z Mladinsko komunistično zvezo, je sodeloval v španski revoluciji v Barceloni in se boril v španski državljanski vojni. Pozneje je delal kot odstranjevalec plošč na pokvarjenih tiskalnikih. Graeber je odraščal v Penn Southu, stanovanjski zadrugi, ki jo je sponzoriral sindikat v Chelseaju na Manhattnu, v reviji Business Week pa jo opisujejo kot "polna radikalne politike".
Graeber je svojo prvo izkušnjo političnega aktivizma doživel pri sedmih letih, ko se je udeležil mirovnih pohodov v newyorškem Centralnem parku in Fire Islandu. Od 16. leta dalje je bil anarhist, kar je povedal v intervjuju za The Village Voice, leta 2005.
Leta 1978 je diplomiral na Phillips Academy Andover in doktoriral na Državni univerzi v New Yorku leta 1984. Magistriral in doktoriral je na Univerzi v Chicagu, kjer je dobil Fulbrightovo štipendijo za 20-mesečno etnografsko terensko raziskovanje v Betafu na Madagaskarju od leta 1989. Njegov doktorski doktorat s tezo o magiji, suženjstvu in politiki je nadzoroval Marshall Sahlins z naslovom Katastrofalna preizkušnja iz leta 1987: Spomin in nasilje na podeželskem Madagaskarju.

## Štipendija in šolsko delo
Graeber je avtor knjige Fragmenti anarhistične antropologije in Proti antropološki teoriji vrednosti: Lažni kovanec lastnih sanj. Na Madagaskarju je opravil obsežna antropološka dela in napisal doktorsko tezo, Katastrofalna preizkušnja iz leta 1987: Spomin in nasilje na podeželskem Madagaskarju, o nenehni družbeni razdeljenosti med potomci plemičev in potomci nekdanjih sužnjev. Knjiga, ki temelji na njegovi disertaciji, Izgubljeni ljudje: Magija in zapuščina suženjstva na Madagaskarju, je septembra 2007 izšla pri založbi Indiana University Press. Knjiga zbranih esejev, Možnosti: eseji o hierarhiji, uporu in želji, je bila izdana pri AK Press novembra 2007 in iz istega tiska je avgusta 2009 izšla neposredna akcija: Etnografija. Poleg tega je omenjeni založnik natisnil zbirko esejev Graeberja, ki sta jo skupaj uredila Stephen Shukaitis in Erika Biddle, imenovano Constitutive Imagination: Militant Investigations // Collective Theorezation (AK Press, maj 2007).
Decembra 2017 sta Graeber in njegov nekdanji učitelj Marshall Sahlins izdala zbirko esejev z naslovom O kraljih, ki je po navdihu A. M. Hocarta predstavila teorijo o izvoru človekove suverenosti v kozmološkem ritualu. Graeber je prispeval eseje o kraljestvih Shilluk in Merina ter zadnji esej, ki je raziskal, kar je imenoval »konstitutivna vojna med kraljem in ljudstvom.« Z Davidom Wengrowom je delal na zgodovinskem delu o izvoru družbene neenakosti.
Od januarja 2013 do junija 2016 je bil Graeber urednik revije The Baffler v Cambridgeu v Massachusettsu. Od leta 2011 do 2017 je bil glavni urednik revije z odprtim dostopom HAU: The Journal of Ethnographic Theory, za katero sta skupaj z Giovannijem Da Col skupaj napisala teoretično izjavo in manifest šole "etnografske teorije".
Charles Kenny, ki je pisal v politični reviji Democracy, je trdil, da je Graeber iskal podatke, ki "ustrezajo pripovedi o zlih neoliberalizma", in izpodbijal ali kritiziral podatke, ki kažejo drugače. Graeberjeva prva večja zgodovinska monografija je bila Dolg: prvih 5000 let (2011).
Karl Schmid, ki je pisal v reviji Kanadskega antropološkega društva Anthropologica, je Dolg opisal kot "nenavadno knjigo", ki je "morda najbolj brana javna antropološka knjiga 21. stoletja", in opozoril, da "bo Graeberju ali komurkoli drugemu težko preseči mero pozornosti, ki jo je prejela ta knjiga, zaradi odličnega časa". Schmid je Dolg primerjal z Guredom, klicami in jeklom Jareda Diamonda ter The Art of Not Being Governed Jamesa Scotta zaradi "velikega obsega in posledic". Vendar pa je Schmid izrazil manjše frustracije zaradi same dolžine knjige in dejstva, da Graeber postavlja veliko trditev in primerov, ki jih v nadaljevanju ni razvil v celoti.
J. Bradford DeLong, ekonomski zgodovinar, je na svojem blogu kritiziral Dolg in v knjigi navajal napake. Graeber je odgovoril, da te napake niso vplivale na njegov argument, in pripomnil, da je bila "največja dejanska napaka, ki jo je DeLong uspel zaznati na 544 straneh dolgem delu ta, da je dobil napačno število predsedniških imenovalcev na upravi Zveznega odbora za odprti trg ". Svoje druge očitke je zavrnil kot razhajanje v razlagi, okrnitev njegovih argumentov s strani DeLonga in napake pri urejanju izvodov knjige. Velik del kasnejših Graeberjevih štipendij se je osredotočil na temo "sranja" (bullshit), ki so se širile z administrativnim napihovanjem in tistim, kar Graeber imenuje "menedžerski fevdalizem".
Ena od točk, ki jo je izpostavil v svoji knjigi Demokracijski projekt iz leta 2013 - o gibanju Okupiraj, je povečanje števila služb, ki jih imenuje sranje, pri čemer se sklicuje na oblike zaposlitve, za katere celo tisti, ki imajo zaposlitev, menijo, da jim ne bi bilo treba obstajati. Takšna delovna mesta se mu zdijo običajno "osredotočena na strokovne, vodstvene, uradniške, prodajne in storitvene delavce". Kot je pojasnil tudi v članku v STRIKE !: "Ogromno ljudi, zlasti v Evropi in Severni Ameriki, celo delovno življenje opravlja naloge, za katere na skrivaj menijo, da jih v resnici ne bi bilo treba izvajati."
Zaradi priljubljenosti članka je Graeber nato napisal knjigo Bullshit Jobs: A theory, ki jo je leta 2018 izdal Simon & Schuster. Nathan Heller je za New Yorker napisal, da je nastala knjiga imela "vrlino biti pameten in karizmatičen". V pregledu knjige za The New York Times je Alana Semuels opozorila, da čeprav bi ji lahko očitali posplošitve o ekonomiji, "je Graeberjevo antropološko oko in skepticizem glede kapitalizma koristno pri spraševanju nekaterih delov gospodarstva, ki jih je Zahod sprejel kot običajno." The Guardian je dal mešan pregled Graeberjevih Bullshit Jobs in ga obtožil, da ima rahlo vzvišen odnos.

## Aktivizem
Poleg svojega akademskega dela je bil Graeber neposredno in posredno vpleten v politični aktivizem. Bil je član sindikata Industrial Workers of the World, leta 2002 je protestiral na Svetovnem gospodarskem forumu v New Yorku, podpiral študentske proteste v Združenem kraljestvu leta 2010 in imel zgodnjo vlogo v gibanju Occupy Wall Street. Bil je soustanovitelj protikapitalistične konvergence.
Novembra 2011 je Rolling Stone Graeberju pripisal čast, da je gibanju Occupy Wall Street dal temo: "Mi smo 99 odstotkov". Graeber je v projektu Demokracija zapisal, da je slogan "kolektivna stvaritev". Rolling Stone je dejal, da je 2. avgusta pomagal ustvariti prvo generalno skupščino v New Yorku s samo 60 udeleženci. Naslednjih šest tednov je preživel v naraščajočem gibanju, vključno s posredovanjem splošnih zborov, udeležbo na sestankih delovnih skupin ter organizacijo pravnega in medicinskega usposabljanja ter poučevanja o nenasilnem odporu. Nekaj dni po tem, ko se je začelo taborjenje v parku Zuccotti, je iz New Yorka odšel v Austin v Teksasu.
Graeber je trdil, da gibanje Occupy Wall Street zaradi nepriznavanja legitimnosti obstoječih političnih institucij ali pravne strukture, zajema nehierarhičnega konsenznega odločanja in prefigurativne politike pomeni, da je bil to v bistvu anarhistični projekt. V primerjavi z arabsko pomladjo je zatrdil, da okupacija Wall Streeta in drugi sodobni lokalni protesti predstavljajo "uvodno salvo v valu pogajanj o razpadu ameriškega imperija." V Al Jazeeri je zapisal, da je na začetku gibanja Okupacija šlo za "zavezo, da bomo odgovarjali le moralni ureditvi in ne pravni ureditvi", zato so sestanki potekali brez potrebnih dovoljenj. V bran tej zgodnji odločitvi gibanja Occupy je dejal, "kot javnost ne bi smeli rabiti dovoljenja za zasedbo javnega prostora".
Graeber je leta 2014 objavil tvit, da so ga zaradi družine z Occupy Wall Street preselili iz doma njegove družine več kot 50 let. Dodal je, da so bili drugi, povezani z Occupy, deležni podobnega "administrativnega nadlegovanja". Po obisku regije leta 2014 je postal močan zagovornik demokratične konfederalizma avtonomne uprave severne in vzhodne Sirije, ki je pogosto potegnil vzporednice med njo in špansko revolucijo, za katero se je njegov oče boril v tridesetih letih.
Graeber je 11. oktobra 2019 na protestu izumrtja na trgu Trafalgar Square govoril o razmerju med "sranjem" in okoljsko škodo ter predlagal, naj okoljsko gibanje prizna ta delovna mesta v kombinaciji z nepotrebnimi gradbenimi ali infrastrukturnimi projekti in načrtovanimi zastaranje kot pomembna vprašanja.
Novembra 2019 je skupaj z drugimi javnimi osebnostmi podpisal pismo, ki podpira vodjo Laburistične stranke Jeremyja Corbyna, in ga označil za "svetilnika upanja v boju proti nastajajočemu skrajno desničarskemu nacionalizmu, ksenofobiji in rasizmu v večjem delu demokratičnega sveta" ter podprl na splošnih volitvah v Združenem kraljestvu leta 2019. Decembra 2019 je skupaj s še 42 vodilnimi kulturniki podpisal pismo, s katerim podpira Laburistično stranko pod Corbynovim vodstvom na splošnih volitvah 2019. V pismu je pisalo, da "volilni manifest dela pod vodstvom Jeremyja Corbyna ponuja preobrazbeni načrt, ki daje prednost potrebam ljudi in planeta pred zasebnim dobičkom in lastnimi interesi le redkih."

## Vplivi
Kate Burrell je v reviji Sociology zapisala, da Graeberjevo delo "spodbuja anarhistične vizije družbenih sprememb, za katere Levica ne verjame, da jih je mogoče, vendar jih družbena gibanja vsak dan živijo", in da njegovo delo "ponuja poetičen vpogled v vsakodnevno življenje kot aktivist odkrito promovira anarhizem in je upajoč praznik tega, kar lahko dosežejo razmeroma majhne skupine predanih posameznikov, ki vidno živijo svojo resnico".
Hans Steinmüller, ki je pisal v Journal of Royal Anthropological Institute, je Graeberja in njegovega soavtorja Marshalla Sahlinsa opisal kot "dva najpomembnejša antropološka misleca našega časa" in dejal, da njihovi prispevki k antropološki teoriji kraljestva predstavljajo "merilo antropološka teorija ".

## Osebno življenje
Graeber se je leta 2019 poročil z Niko Dubrovsky. Oba sta sodelovala pri vrsti knjig, delavnic in pogovorov z naslovom Antropologija za otroke.

## Smrt
Graeber je umrl 2. septembra 2020 v beneški bolnišnici v starosti 59 let. Bil je aktiven do zadnjih dni pred smrtjo, 28. avgusta je na YouTube objavil video, kjer je izjavil, da se počuti malo slabše, vendar se je kasneje že začenjal počutiti nekoliko bolje. Njegova žena Nika Dubrovsky je na Twitterju sporočila, da je Graeber z njo in prijatelji dopustoval v Benetkah in da je neposredni vzrok notranja krvavitev. Pozneje je tvitnila, da bo bolnišnica potrebovala dva tedna do štirideset dni, da objavi podrobno poročilo o obdukciji, vendar je bil vzrok smrti naraven.

## Zapuščina
Spominski karneval, kar je niz pogovorov, delavnic, predstav, protestov, branja in javnih pogovorov, ki je potekal 11. oktobra 2020 v okviru Intergalaktičnega spominskega karnevala, organiziranega za počastitev Graeberjevega življenja in dela.